# 王循學
王循學（？—1600年代），字路之，號約我，浙江紹興府山阴县人，明朝政治人物。同进士出身。

## 生平
十月二十六日生，治诗经。萬曆十九年（1591年）辛卯科應天鄉試第三十名舉人，萬曆二十三年（1595年）乙未科會試第九十四名，廷試三甲第一百七十五名进士，兵部觀政，二十四年初授廣東保昌县知县，二十八年调知廣東南海县，以勞瘁卒于官，祀名宦。

## 家族
曾祖王玉玭。祖父王愷，贈兵科給事中。父王國禎，戊戌進士，官廣東參政、福建左布政使。嫡母朱氏，封孺人；生母惠氏。慈侍下。娶何氏，子嘉祎、嘉襗、嘉禴、嘉禋。